# Фармингтон (тауншип, Миннесота)
Фармингтон (англ. Farmington) — тауншип в округе Олмстед, Миннесота, США. На 2000 год его население составило 516 человек.

## География
По данным Бюро переписи населения США площадь тауншипа составляет 92,7 км², из которых 92,7 км² занимает суша, водоёмов нет.

## Демография
По данным переписи населения 2000 года здесь находились 516 человек, 189 домохозяйств и 143 семьи.  Плотность населения —  5,6 чел./км².  На территории тауншипа расположено 197 построек со средней плотностью 2,1 построек на один квадратный километр. Расовый состав населения: 97,48 % белых и 2,52 % приходится на две или более других рас. Испанцы или латиноамериканцы любой расы составляли 0,39 % от популяции тауншипа.
Из 189 домохозяйств в 34,9 % воспитывались дети до 18 лет, в 68,8 % проживали супружеские пары, в 2,6 % проживали незамужние женщины и в 24,3 % домохозяйств проживали несемейные люди. 21,2 % домохозяйств состояли из одного человека, при том 11,1 % из — одиноких пожилых людей старше 65 лет. Средний размер домохозяйства — 2,73, а семьи — 3,19 человека.
27,1 % населения — младше 18 лет, 6,8 % — в возрасте от 18 до 24 лет, 25,2 % — от 25 до 44, 26,7 % — от 45 до 64, и 14,1 % — старше 65 лет. Средний возраст — 40 лет. На каждые 100 женщин приходилось 109,8 мужчин.  На каждые 100 женщин старше 18 приходилось 118,6 мужчин.
Средний годовой доход домохозяйства составлял 52 750 долларов, а средний годовой доход семьи —  56 607 долларов. Средний доход мужчин —  33 958  долларов, в то время как у женщин — 31 389. Доход на душу населения составил 22 618 долларов. За чертой бедности находились 4,0 % семей и 5,0 % всего населения тауншипа, из которых 8,0 % младше 18 лет.